# Джугастрове
Джуга́строве — село Коноплянської сільської громади в Березівському районі Одеської області в Україні. Населення становить 334 осіб.

## Населення
Згідно з переписом 1989 року населення села становило 504 особи, з яких 251 чоловік та 253 жінки.
За переписом населення 2001 року в селі мешкали 334 особи.

### Мова
Розподіл населення за рідною мовою за даними перепису 2001 року:
| Мова       | Відсоток |
| ---------- | -------- |
| українська | 94,61 %  |
| румунська  | 4,49 %   |
| болгарська | 0,6 %    |
| російська  | 0,3 %    |

## Відомі люди
Уродженцями села є:
- Кочержат Іван Омелянович (1974—2023) — старший лейтенант Збройних сил України, учасник російсько-української війни.
- Посмітний Макар Онисимович (1895—1973) — двічі Герой соціалістичної праці.
- Чеський Олександр Миколайович (1977—2014) — солдат Збройних сил України, учасник російсько-української війни.